# Папски конклав 2013
Папски конклав 2013 (на латински: Conclave anni 2013) – конклав, състоял се между 12 и 13 март 2013 г. Започва след оставката на папа Бенедикт XVI на 28 февруари 2013. Конклавът е открит в 15:30 местно време в Сикстинската капела.
На 25 февруари 2013 г. Бенедикт XVI променя устава, за да ускори процеса за избор на нов папа. По-рано говорителят на Светия престол Федерико Ломбарди обявява, че църковните правила, които определят времето и правилата на конклава могат да бъдат „нарушени“ заради историческата уникалност на ситуацията на Бенедикт XVI.
На 4 март 2013 г. във Ватикан се събират членовете на Върховната конгрегация на кардиналите, за да определят дата на конклава. Решено е той да бъде свикан на 12 март.
От 117 кардинали, повече от половината са с европейски произход. След оставката си Бенедикт XVI не си запазва кардиналски сан и не участва в конклава.
След 5 балотажа, в нощта на 13 март 2013 е обявено името на новия папа – аржентинския кардинал Хорхе Марио Беголио, приел името Франциск.